# Hajarna
Hajarna är en barnsång som finns på många språk och med olika melodier.  En Pojkaktig orkester gjorde 1996 en svensk bluesinspirerad version som fick stor spridning på förskolor och fritidshem. Låten förekom också i filmen Selma & Johanna – en roadmovie. Texten diskuterades på Svenska Dagbladets ledarsida och kritiker menade att blod inte var ett lämpligt ämne för barnvisor.
En elektronisk version av låten på tyska, Kleiner Hai (Dim Dim) av Alemuel (Alexandra Müller), blev 2007 en mindre hit på Youtube och tog sig in på topplistorna i Tyskland och Österrike. En engelskspråkig version, Baby Shark, producerad av det koreanska barnutbildningsföretaget Pinkfong, blev 2018 ett Youtube-fenomen med över 2 miljarder spelningar och topplisteplaceringar världen över.
Sången startade antagligen som en lägereldssång. De olika versionerna av sången har gemensamt att de nämner olika hajar ur en familj – ofta mamma, pappa och bebis-haj. Detta varvas med att en enkel melodi som kan alla trallar med i. Även människor är vanligen med i texten; de får då fly från hajarna, eller blir uppätna.